# Rudow (Berlins tunnelbana)
Rudow är en tunnelbanestation i Berlins tunnelbana som är slutstation söderut på linje U7. Stationen byggdes i samband med uppförandet av området Gropiusstadt i Rudow. 
Tunnelbanan drogs ut till Rudow i samband med byggandet av bostadsområdet Britz-Buckow-Rudow (BBR), senare omdöpt till Gropiusstadt, från och med 1962. Från 1965 började man bygga tunnelbana ut till Rudow med stationerna Johannisthaler Chaussee, Lipschitzallee, Wutzkyallee och Zwickauer Damm. Fram till 1971 byggdes slutastationen Rudow med Rainer G. Rümmler som arkitekt. Dess utformning av väggarna är densamma som stationerna Eisenacher Strasse och Bayerischer Platz. Stationen gick i trafik 1972. 